# Jean Adolf Arnberg
Jean (eller Johan) Adolf Arnberg, född 20 mars 1803 i Stora Tuna församling, Kopparbergs län, död 23 juli 1875 i Norrköpings S:t Olofs församling, Östergötlands län, var en svensk industriman och politiker.
Arnberg sändes tidigt till Uppsala för att studera till präst, men övergav snart dessa studier och flyttade till Norrköping för att bli industriman. Efter att ha tagit examen grundade han en mindre klädfabrik, som trots ringa medel tilltog i betydelse. Vid 31 års ålder blev han riksdagsman i borgarståndet för Norrköping vid urtima riksdagen 1834/35, och han tjänstgjorde även vid riksdagarna 1840/41 (från 29/7 1840), 1844/45 och 1853/54 (från 18/1 1854). Han var bland annat ledamot i bevillningsutskottet 1834/35, 1840/41 och 1844/45 samt i bankoutskottet 1834/35. År 1854 drog han sig tillbaka från rikspolitiken och ägnade sig åt det samma år grundade företaget Smedjeholmens yllefabriks-aktiebolag. Han utnämndes år 1851 till riddare av Vasaorden.